# 11668 Balios
11668 Balios eller 1997 VV1 är en trojansk asteroid i Jupiters lagrangepunkt L4. Den upptäcktes 3 november 1997 av den tjeckiske astronomen Petr Pravec vid Ondřejov-observatoriet. Den är uppkallad efter Balios i den grekiska mytologin.
Asteroiden har en diameter på ungefär 25 kilometer.